# 楊蕙如 (策展人)
楊蕙如（1961年—1997年2月7日），生於臺灣，擔任過新當代藝術博物館、帕里什美術館策展人，介紹臺灣當代藝術到美國。

## 生平
楊蕙如於1961年生於台北，外祖父周百鍊。八歲時，她到美國住兩年，回臺灣後就讀於美國學校，直到十五歲隨家人移民至美國。
楊蕙如在耶魯大學藝術史系就讀時，興趣是中國藝術史，協辦中國繪畫展覽。她說1970年時代母親就在臺北市仁愛路開設鴻霖畫廊，引起她對藝術的興趣。1984年，她在紐約大都會博物館實習，畢業後到日本東京的上智大學進修期間開始對現代藝術發生濃厚的興趣。之後，她拿到獎學金到新當代美術館實習，期間一度到畫廊工作。1988年她擔任新當代美術館展覽協調人，1991年升為副展覽總監。長兄楊孟霖回憶，妹妹策劃展出方式並不像其他藝評人，反而像是文學家，會藉著藝術描述社會種種。
1993年，楊蕙如接受採訪談到中國藝術家時，說他們在美國發展主要障礙是缺乏人脈，因此希望未來能展出中國當代藝術家作品，因是她背景所具備專長，且也是她可貢獻之處。1996年，她被帕里什美術館網羅為展覽策劃。該年起，她便幾次回臺灣訪問藝術家，最後決定侯俊明、黃志陽、許雨仁、于彭四位藝術家到紐約參展，之後加入攝影家劉振祥與潘小俠，以充份介紹臺灣藝術的各種樣貌。
楊蕙如此策劃的所創紀錄，其一是為台灣當代藝術家作品首次以專題展方式進入美國紐約市美術館展出之先例，其二亦為台灣當代藝術家第一次獲得美方企業贊助赴美國展出的首例。在策劃的理念上，她十分強調臺灣自中國傳統、民間文化等轉化成的本土文化樣貌。但展覽前，1997年農曆大年初一（2月7日），楊蕙如在紐約街頭遭遇車禍身亡。

## 紀念
楊蕙如家人透過楊蕙如在紐約大學就讀時教師Jonathan Hay、帝門藝術基金會、文建會紐約新聞文化中心、駐紐約臺北經濟文化辦事處、洛克菲勒基金會、AT＆T基金會的資金贊助，將楊蕙如的計畫完成。展覽在1997年6月17日於紐約繪畫中心（The Drawing Center）展出，10月5日起於帕里什美術館展出。在紐約繪畫中心以「Trancing Taiwan: Contemporary Works on Paper」之名展出時，藝評家Hololland Cotter撰文From Taiwan's Blend More Asian Than Western，最末寫道「她具有前瞻性的表現將會被懷念」。
家人及友人集結楊蕙如生前評論文章成書籍《Why Asia?: Essays on Contemporary Asian and Asian American Art》，於1998年4月在新當代美術館舉行新書發表會。
臺北市立美術館從1999年2月6日到6月6日展出楊蕙如生前策畫「台灣探究_當代紙上作品展」，並於3月14日舉行紀念楊蕙如的「策展人不在場_當代紙上作品展」座談會。2月6日開展當天，市長馬英九前來，聽楊蕙如母親楊周素華作展覽解說。